# Arturo Rodríguez
Arturo Rodríguez (n. 26 mai 1907, San Luis⁠(d), Argentina – d. 22 noiembrie 1982, Buenos Aires, Argentina) a fost un boxer ce a reprezentat Argentina, medaliat olimpic. A participat la 2 ediții ale Jocurilor Olimpice (1924, 1928) în care a câștigat o medalie de aur.